# Reprezentacja Peru U-17 w piłce nożnej mężczyzn
Reprezentacja Peru U–17 w piłce nożnej – młodzieżowa reprezentacja Peru prowadzona przez Federación Peruana de Fútbol. Jej największym sukcesem jest ćwierćfinał młodzieżowych mistrzostw świata w 2007 roku. 

## Występy w MŚ U–17
- 1985: Nie zakwalifikowała się
- 1987: Nie zakwalifikowała się
- 1989: Nie zakwalifikowała się
- 1991: Nie zakwalifikowała się
- 1993: Nie zakwalifikowała się
- 1995: Nie zakwalifikowała się
- 1997: Nie zakwalifikowała się
- 1999: Nie zakwalifikowała się
- 2001: Nie zakwalifikowała się
- 2003: Nie zakwalifikowała się
- 2005: Runda grupowa
- 2007: Ćwierćfinał
- 2009: Nie zakwalifikowała się
- 2011: Nie zakwalifikowała się
- 2013: Nie zakwalifikowała się
- 2015: Nie zakwalifikowała się
- 2017: Nie zakwalifikowała się
- 2019: Zakwalifikowany jako gospodarze